# La carta del Kremlin
La carta del Kremlin es una película estadounidense de 1970 de los géneros de espionaje y de suspense, dirigida por John Huston y con actuación de Bibi Andersson, Richard Boone, Nigel Green, Dean Jagger, Lila Kedrova, Micheál MacLiammóir, Patrick O'Neal, Barbara Parkins, Ronald Radd, George Sanders, Raf Vallone, Max von Sydow, Orson Welles y John Huston en los papeles principales; y basada en la novela homónima de Noel Behn.

## Argumento
Charles Rone (Patrick O’Neal) es un oficial naval del servicio de Inteligencia estadounidense que ha sido elegido a participar en una misión debido a su capacidad de hablar varios idiomas incluido el ruso. También se le suma su habilidad de poseer memoria fotográfica. Su función principal es ser la bitácora del grupo. El equipo está dirigido por un agente veterano de nombre Ward (Richard Boone) 
El grupo dirigido por Ward lo componen: Charles Rone y otros agentes conocidos solo por sus seudónimos The Priest (Dean Jagger), B.A. (Barbara Parkins) con habilidad de abrir cajas fuertes, un hombre sin escrúpulos apodado The Whore (Nigel Green), y el rarísimo hombre de nombre Warlock (George Sanders) 
La misión del equipo es recuperar una carta la cual implica a funcionarios tanto del gobierno ruso como estadounidense en la acción que permitió a China apoderarse de los secretos de fabricación de la bomba atómica. 
Erika (Bibi Andersson) es la esposa del comandante soviético Kosnov (Max von Sydow). Es una ex prostituta de origen alemán. Posiblemente es una doble agente. También adicta a las drogas y no se entiende con su marido. Charles Rone se presenta ante ella como Yorgi, el prostituto de señoras, y a través de ella obtiene información. 
Después de las pesquisas de Kosnov, todos los agentes estadounidenses son capturados descubriendo la operación. Todos a excepción de Rone son capturados. Erika pasa a ser la amante de Rone y decide escaparse con él hacia Estados Unidos. Ella descubre que Rone no es solo un simple prostituto, sino que es uno de los espías estadounidenses que su marido debe aprehender. 
Rone le confiesa todo a Erika y le pide ayuda para hacer un trueque con los hombres de Kosnov, así Rone consigue liberar a Ward. Más tarde Ward se entera de que Erika sabe demasiado sobre ellos y prepara todo para la huida. Antes de escaparse, de forma sorprendente y a espaldas de Rone, se asegura que Erika no hablará con su esposo o nadie más acerca de ellos, y la espera en el departamento que tanto Rone y él usan como escondite. Una vez allí Ward, como todo un depredador, ataca a Erika por sorpresa con un corto al mentón noqueándola rápidamente, luego carga su cuerpo inconsciente, llevándola hasta la habitación en donde la arroja en la cama, y rasga sus ropas. Erika trata de reaccionar, pero sus esfuerzos son vanos y rápidamente es noqueada con otro golpe, finalmente, y de manera sistemática, Ward usa una combinación golpes de judo tanto en la pelvis y a ambos lados del cuello de Erika para asegurarse de eliminarla como testigo (debido a la violencia gráfica, esta escena ha sido removida o editada en otras ediciones de la película).
Más tarde, se pone en descubierto una serie de cosas, en especial cual es la verdadera cara de Ward. El final de esta historia es algo perturbador. 

### Comentarios
La película fue filmada en México, Estados Unidos y Finlandia, de hecho Finlandia se convirtió en el lugar favorito de otros directores por sus similitudes con Moscú. 
John Huston fue muy valiente al presentar una historia tan cínica y cruel en la cual los estadounidenses son los villanos, hay que tener en cuenta que en 1970 estaba en pleno apogeo la Guerra Fría y cualquier muestra de cuestionamiento hacia las acciones del gobierno de los Estados Unidos podía considerarse como expresión de simpatías al comunismo. 
La trama no es fácil de digerir, durante la misión, el equipo de Ward se vale de todo tipo de técnicas de chantaje como la deslealtad y la manipulación, la drogadicción, la prostitución, el lesbianismo, la homosexualidad, el secuestro de inocentes, la tortura tanto física como psicológica y el homicidio. Incluso de sus propios miembros.
- Datos: Q1192655